# Adéla Pohunková
Adéla Pohunková je česká začínající modelka a tvář vizuálu pro Czechoslovak TopModel 2013.

## Osobní život
Pochází ze Vsetína. Studuje na Masarykově gymnáziu ve Vsetíně. Její matka Rita Pohunková byla lokální modelkou. Předváděla módu oděvních firem na Moravě. V roce 1992 se přihlásila do modelingové soutěže Elite Model Look, v níž se dostala až do finále.

## Modelingová kariéra
Ve čtrnácti letech podepsala smlouvu s modelingovou agenturou Czechoslovak Models a od patnácti let se věnuje modelingu. S topmodelkou Simonou Krainovou nafotila vizuál pro Czechoslovak TopModel 2013. Přihlásila se do modelingové soutěže a dostala se do TOP 12.